# Алея жаху (фільм, 2021)
«Алея жаху» (англ. Nightmare Alley) — американський психологічний трилер, знятий режисером Ґільєрмо дель Торо за мотивами однойменного роману Вільяма Ліндсі Грешама. У ролях Бредлі Купер, Кейт Бланшетт, Віллем Дефо, Тоні Коллетт, Річард Дженкінс, Рон Перлман, Руні Мара та Девід Стретейрн.
Прем'єра фільму відбулася 3 грудня 2021 року компанією Searchlight Pictures.

## Синопсис
Шахрай, який пройшов шлях від низькопробного карнавального працівника до прославленого медіума, змагається у кмітливості з психологом, який прагне його викрити.

## У ролях
| Актор             | Роль                   |
| ----------------- | ---------------------- |
| Бредлі Купер      | Стентон "Стен" Карлайл |
| Кейт Бланшетт     | доктор Ліліт Ріттер    |
| Руні Мара         | Моллі Келхілл          |
| Віллем Дефо       | Клем Хоетлі            |
| Тоні Коллетт      | Зіна Крумбейн          |
| Девід Стретейрн   | Піт Крумбейн           |
| Рон Перлман       | Бруно                  |
| Річард Дженкінс   | Езра Ґріндл            |
| Мері Стінберген   | Міс Кімбол             |
| Джим Бівер        | шериф Джедедія Джадд   |
| Голт Маккелені    | Андерсон               |
| Тім Блейк Нельсон | розпорядник карнавалу  |
| Кліфтон Коллінз   | Джек                   |
| Девід Г'юлетт     | доктор Елруд           |
| Пол Андерсон      | гік                    |
| Роміна Павер      | глядачка шоу           |

## Виробництво
У квітні 2019 року Леонардо Ді Капріо вступив у переговори, щоб знятися у фільмі. Очікувалося, що зйомки відбудуться восени 2019 року в Торонто, а Ден Лаустсен повинен був обійняти посаду оператора. У червні Бредлі Купер розпочав дострокові переговори про заміну Ді Капріо. У липні 2019 року виробництво було повернуто до дати початку січня 2020 року. У серпні 2019 року Кейт Бланшетт вела переговори про приєднання до фільму. Купер, Бланшетт, а також Руні Мара, були затверджені на ролі наступного місяця. Тоні Коллетт і Девід Стретейрн приєдналися до проєкту у вересні, Стретейрн замінив Майкла Шеннона. Віллем Дефо був затверджений на роль у жовтні а Голт Маккаллені приєднався до наступного місяця. Рон Перлман і Річард Дженкінс були підтверджені в січні 2020 року У лютому 2020 року до акторського складу фільму приєдналися Мері Стінберген та Роміна Павер. У березні 2020 року Пол Андерсон приєднався до акторського складу фільму. Александр Деспла став композитором фільму у лютому.
Знімальний період розпочався у січні 2020 року. У березні того ж року Дісней припинив виробництво фільму через пандемію COVID-19. Виробництво відновлено у вересні 2020 року. До листопада 2020 року зйомки були закінчені. Виробництво офіційно завершено 12 грудня 2020 року.

## Випуск
Прем'єра фільму відбулася 3 грудня 2021 року.